# Bukiwzjowo
Bukiwzjowo (ukrainisch Буківцьово; russisch Буковцево Bukowzewo, slowakisch Bukovcová, Bukovec, ungarisch Ungbükkös, Ungbukóc) ist ein Dorf in der ukrainischen Oblast Transkarpatien mit etwa 230 Einwohnern (2001).

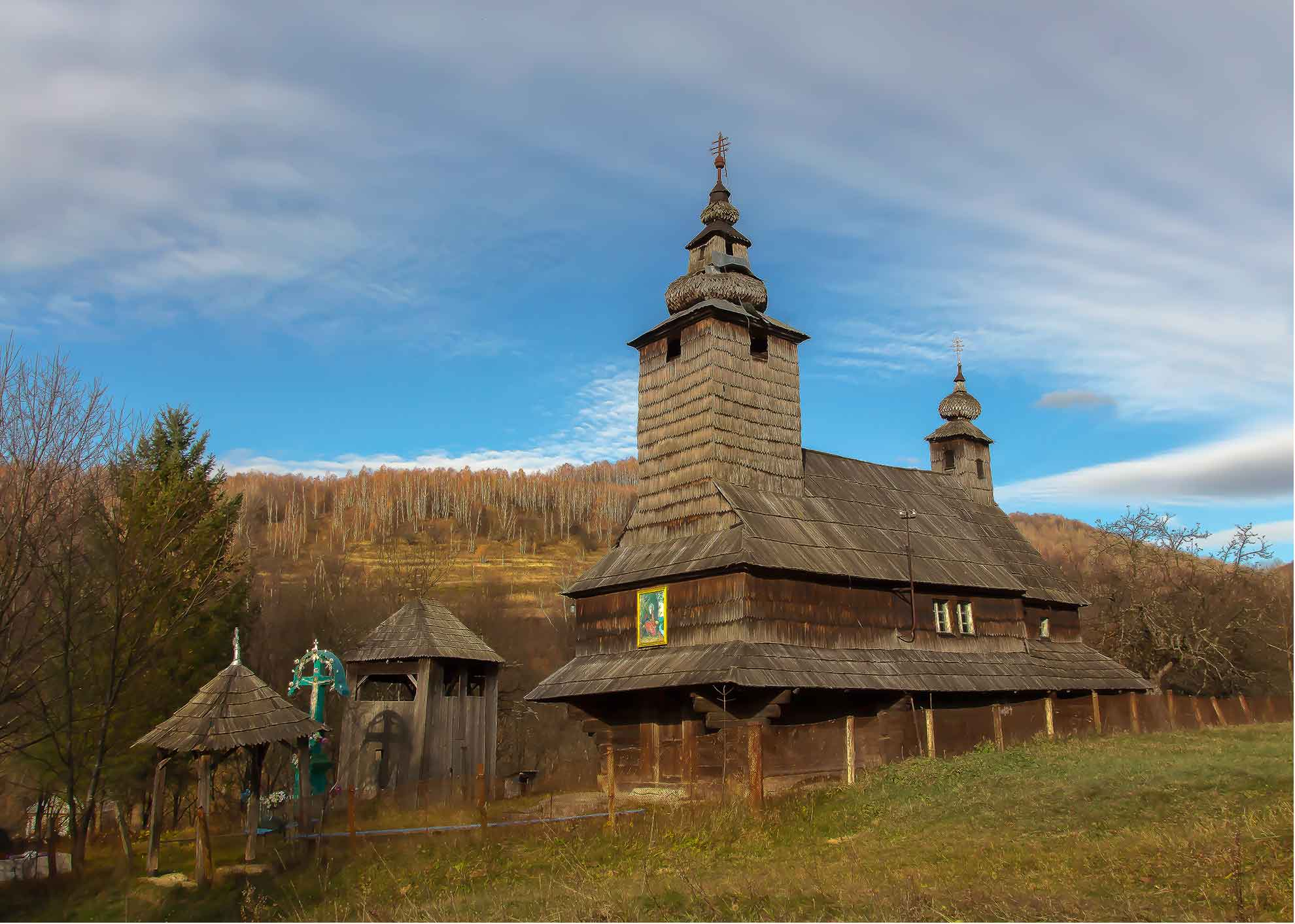
Holzkirche in Bukiwzjowo

Das 1420 gegründete und erstmals 1582 schriftlich erwähnte Dorf liegt in den Waldkarpaten auf einer Höhe von 430 m im Tal des Batschawy (Бачави), der über die Ljutka (Лютка) der Ljuta zufließt.
Am 12. Juni 2020 wurde das Dorf ein Teil neu gegründeten Landgemeinde Dubrynytschi-Malyj Beresnyj im Rajon Uschhorod; bis dahin bildete es die Landratsgemeinde Bukiwzjowo (Буківцівська сільська рада/Bukiwziwska silska rada) im Süden des Rajons Welykyj Beresnyj.
Bukiwzjowo befindet sich 26 km südöstlich vom ehemaligen Rajonzentrum Welykyj Beresnyj und 50 km nordöstlich vom Oblastzentrum Uschhorod.